# Teinorhachis tenuis
Teinorhachis tenuis är en mångfotingart som beskrevs av Loomis 1961. Teinorhachis tenuis ingår i släktet Teinorhachis och familjen Rhachodesmidae. Inga underarter finns listade i Catalogue of Life.